# Festivalul „George Enescu”

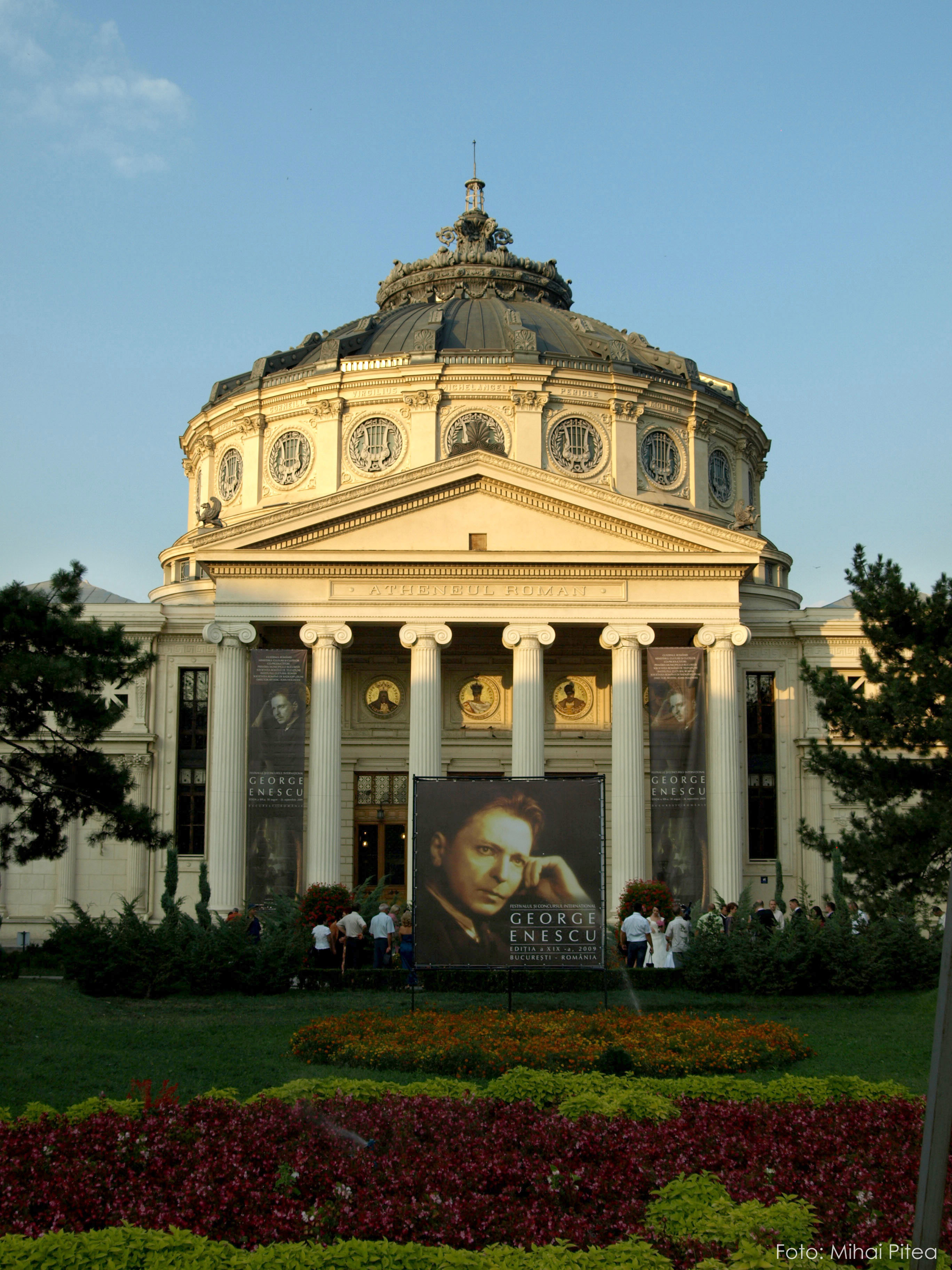
Ateneul Român în august 2009. Afișul celei de-a XIX-a ediții a Festivalului „George Enescu”.

Festivalul „George Enescu” este un eveniment muzical românesc de prestigiu internațional, inițiat în anul 1958 în memoria marelui compozitor și violonist virtuoz român George Enescu. La început, festivalul s-a ținut din trei în trei ani. În anii '80, festivalul și-a pierdut din strălucire, dar, în ciuda impresiei că în acest deceniu el ar fi avut loc neregulat (bazată pe împrejurarea că ediția a X-a s-a ținut cu un an mai târziu decât ar fi trebuit deoarece ediția precedentă se ținuse cu un an mai devreme), realitatea este că evenimentul şi-a păstrat frecvența obișnuită și în acei ani.
Prin Hotărârea de Guvern nr. 258 din 13 martie 2002 privind organizarea din doi în doi ani la București a Festivalului Internațional "George Enescu", s-a stabilit actuala ritmicitate a festivalului.
De-a lungul anilor, la festivalul organizat la Ateneul Român și la Sala Radio, au participat orchestre și muzicieni de mare prestigiu, precum Filarmonica din Viena, dirijată de Herbert von Karajan, Filarmonica din Stockholm, dirijată de Sergiu Celibidache și Filarmonica din Londra, dirijată de Sir John Barbirolli. Alte personalități muzicale mondiale care au participat de-a lungul anilor la festival au fost Joseph Palnciek, Claudio Arrau, Arthur Rubinstein, David Oistrah, Kurt Masur, Boris Berezovski, Antonio Menses, Jose Van Dam, Lawrence Foster. Printre personalitățile din România au fost Elena Cernei, David Ohanesian, Nicolae Herlea, Dan Iordăchescu, Ionel Pantea, Ludovic Spiess, Viorica Cortez, Eugenia Moldoveanu, Elena Simionescu, Radu Lupu, Dan Grigore, Ion Kolenberg și alții.

## Istoric

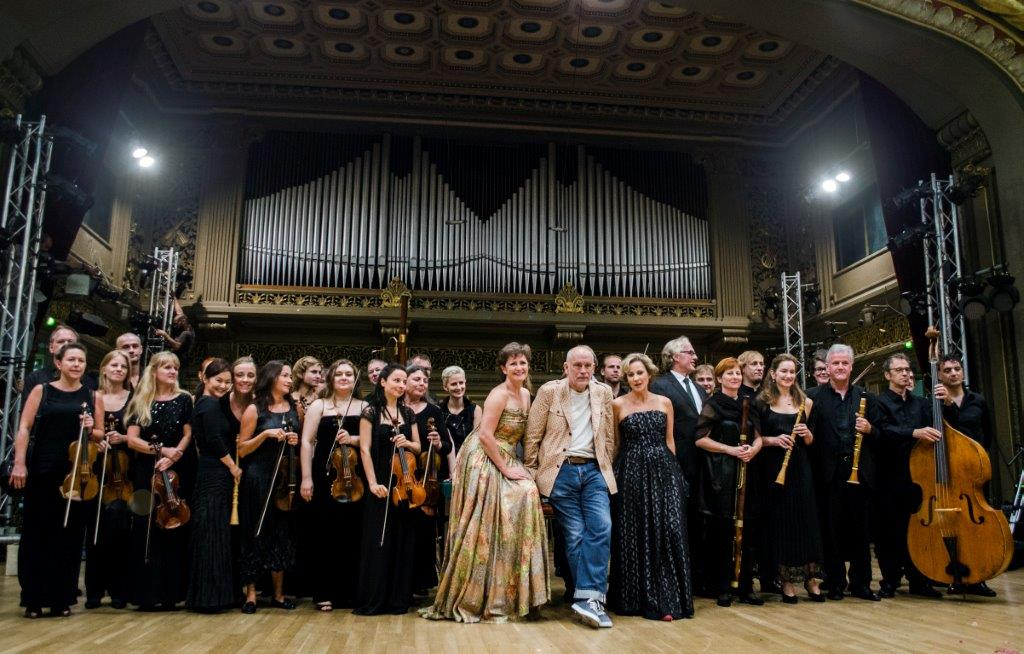
Actorul John Malkovich pe scena Ateneului Român la ediția din 2013 a festivalului

Festivalul „George Enescu” a fost inaugurat la 4 septembrie 1958, la trei ani de la moartea muzicianului George Enescu. Festivalul a fost însoțit de un concurs internațional în primele 5 ediții, concurs întrerupt ulterior și reluat odată cu ediția din 1991.
- 1958 (prima ediție)
- 1961 (ediția a II-a)
- 1964 (ediția a III-a)
- 1967 (ediția a IV-a)
- 1970 (ediția a V-a)
- 1973 (ediția a VI-a)
- 1976 (ediția a VII-a)
- 1979 (ediția a VIII-a)
- 1981 (ediția a IX-a)
- 1985 (ediția a X-a)
- 1988 (ediția a XI-a)
- 1991 (ediția a XII-a)
- 1995 (ediția a XIII-a)
- 1998 (ediția a XIV-a)
- 2001 (ediția a XV-a)
- 2003 (ediția a XVI-a)
- 2005 (ediția a XVII-a)
- 2007 (ediția a XVIII-a)
- 2009 (ediția a XIX-a)
- 2011 (ediția a XX-a)
- 2013 (ediția a XXI-a)
- 2015 (ediția a XXII-a)
- 2017 (ediția a XXIII-a)
- 2019 (ediția a XXIV-a)
- 2022 (ediția a XXV-a)

## Ediții

### Ediția I (1958)
Unele dintre personalitățile care au participat la prima ediție au fost soliștii Yehudi Menuhin, David Oistrah, Halina Czerny-Stefanka, Nadia Boulanger, Monique Haas, Iacov Zak și Claudio Arrau și dirijorii John Barbirolli, Carlo Felice Cillario și Carlo Zecchi.

### Ediția a XVIII-a (2007)
Ediția a XVIII-a a festivalului, 1–23 septembrie 2007, a fost pus sub înaltul patronaj al Președintelui României și a fost organizat de Guvernul României. 
Coproducători: 
- Societatea Română de Radiodifuziune
- Societatea Română de Televiziune
- Primăria Municipiului București
- Ministerul Culturii și Cultelor

Director artistic:
Ioan Holender, fostul director al Operei din Viena.
Localitățile de desfășurare din România
- București
- Sibiu
- Sinaia
- Tescani, Bacău

### Ediția a XIX-a (2009)
Ediția a XIX-a s-a desfășurat în perioada 30 august - 26 septembrie 2009 sub înaltul patronaj al Președintelui României, fiind organizată de Guvernul României prin Ministerul Culturii, Cultelor și Patrimoniului Național. Coproducători au fost Primăria Municipiului București, Societatea Română de Radiodifuziune, Societatea Română de Televiziune și Institutul Cultural Român, iar director artistic Ioan Holender. 
Programul „lung și dens” a fost structurat în șapte secțiuni: „Creația contemporană românească”, „Enescu și contemporanii săi”, „Concertele de la miezul nopții”, „Teme clasice în interpretări moderne”, „Opera și Balet”, „Mari orchestre” și „Concerte camerale”. Conform paginii oficiale a festivalului, întrucât în ediția precedentă (din 2007) opera Oedipe nu fusese prezentă pe afiș, iar acest lucru stârnise nemulțumiri, ediția a XIX-a a debutat chiar cu această creație a lui Enescu, în producție Teatrului Capitole din Toulouse și a Operei Naționale București. Petru că în 2009 se împlineau două secole de la moartea compozitorului Joseph Haydn, piesele acestuia au ocupat locul doi în privința numărului de interpretări în cadrul festivalului.

### Ediția a XX-a (2011)
Festivalul „George Enescu” din 2011 a debutat cu Simfonia I de George Enescu și Simfonia a X-a de Dmitri Șostakovici, în interpretarea Filarmoncii din Haga, dirijată de Christian Badea. Evenimentul a avut loc la Sala Palatului din București.
Secțiunile festivalului au fost următoarele:
- „Mari orchestre ale lumii” (în principal la Sala Mare a Palatului)
- „Concertele de la miezul nopții” (Ateneul Român)
- „Muzicii secolului XXI” (Ateneul Român și la Sala „Mihail Jora” a Societății Române de Radiodifuziune)
- „Enescu și contemporanii săi” (Ateneul Român și la Sala „Mihail Jora” a Societății Române de Radiodifuziune)
- „World Music” (Sala „Mihail Jora” a Societății Române de Radiodifuziune)

### Ediția a XXI-a (2013)

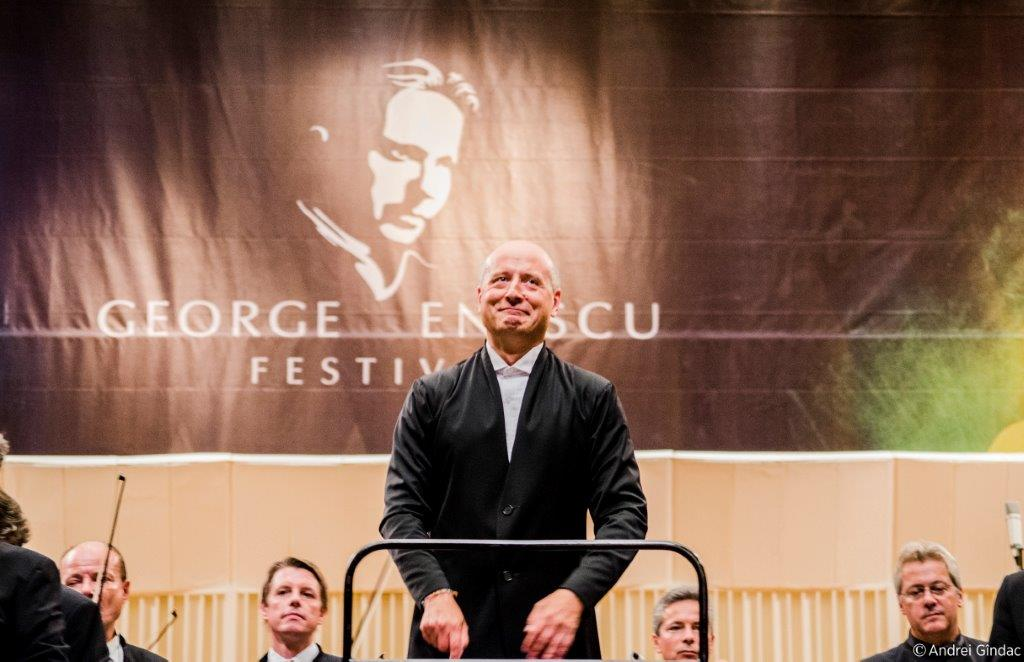
Dirijorul Paavo Järvi pe scena Sălii Palatului din București, în cadrul ediției 2013 a Festivalului Enescu

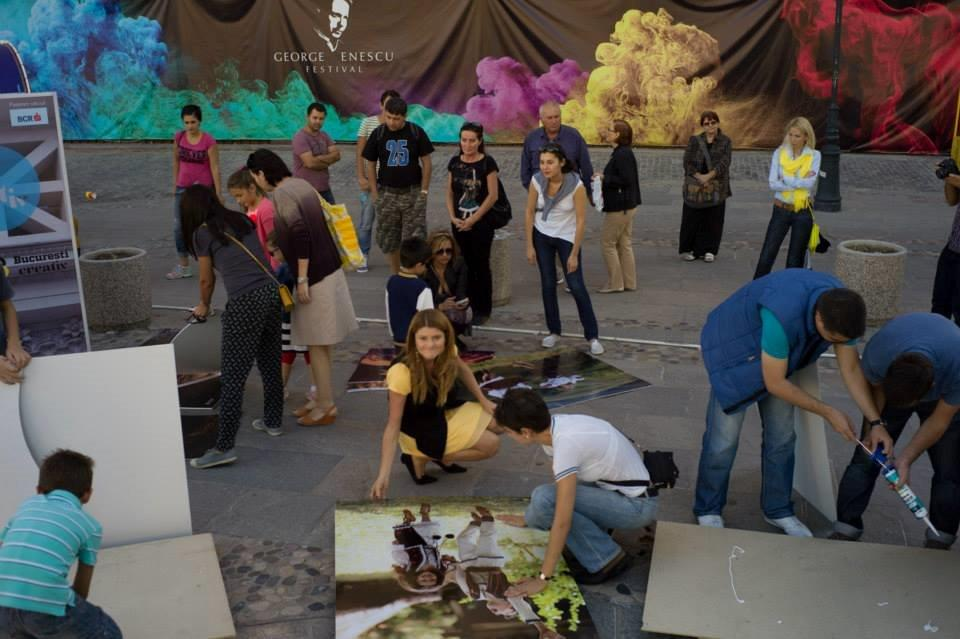
Țara lui Enescu, în cadrul Bucureștiului Creativ, la ediția 2013 a Festivalului Enescu

Pe 1 septembrie, cu ocazia deschiderii festivalului, a fost dezvelită statuia lui George Enescu, realizată de Constantin Baraschi, amplasată pe Bulevardul Magheru.
Ediția a XXI-a este programată să aibă loc în septembrie 2013, având să debuteze cu un recital din Enescu, Beethoven și Elgar, susținut de orchestra Staatskapelle Berlin - dirijată de Daniel Barenboim, unii dintre cei mai mari artiști din lume ai momentului - și pianistul Radu Lupu. A fost realizată simultan și o transmisie a concertului la Cinema Digiplex. Tot în prima zi a festivalului a avut loc și un concert susținut de organistul american Cameron Carpenter. În paralel a avut loc și un concert la Timișoara, susținut de pianistul Matei Varga și Filarmonica „Banatul”, sub bagheta lui Martin Yates.
Pe data de 7 septembrie, la Sala Mare a Palatului a avut loc punerea în scenă a cantatei Gurre-Lieder a compozitorului avangardist Arnold Schönberg. Această cantată, bazată pe un poem de Jens Peter Jacobsen, este o compoziție impresionantă ca anvergură, având o partitură care prevede sute de instrumentiști și de coriști, voci solo și un narator, care va fi interpretat de artistul Victor Rebengiuc. Corul și Orchestra Filarmonicii „George Enescu” vor fi dirijate de Bertrand de Billy, iar soliștii vor fi Nikolai Schukoff, Violeta Urmana, Janina Baechle și Thomas Meyer.

### Ediția a XXII-a (2015)
Ediția a XXII-a a Festivalului Enescu include recitaluri susținute de Filarmonica din Berlin (3 septembrie), Orchestra Capelei de Stat din Dresda (4 și 5 septembrie, pe 5 septembrie cu soprana Anja Harteros), Murray Perahia (5 septembrie), Anne Sophie Mutter (9 septembrie), Orchestra Simfonică din Londra (dirijată pe 9 septembrie de Ion Marin), Filarmonica din Viena (16 septembrie), Concertgebouw (19 și 20 septembrie), Christian Zacharias și Maria João Pires. Printre artiștii și ansamblurile române sunt Cristian Mandeal, Horia Andreescu, Alexandru Tomescu, Dan Grigore, Corul Filarmonicii bucureștene, Orchestra Filarmonicii din București și Orchestra Radio.

### Ediția a XXIII-a (2017)
Ediția a XXIII-a a Festivalului Enescu s-a desfășurat între 2 și 24 septembrie 2017. A avut pe Zubin Mehta ca Președinte Onorific și pe Vladimir Jurowski ca Director Artistic. În afară de reprezentațiile din București, 12 concerte au avut loc în alte 7 orașe precum Iași, Brașov, Cluj, Timișoara, Bacău, Ploiești și Sibiu.